# Zimbru
Zimbrul sau bizonul european (Bison bonasus) este o specie de bizon care se găsește în Europa. Animalul a fost descris prima dată în literatura științifică de Carl Linné, în 1758. În 1996 a fost clasificat ca specie în pericol.

## Caracteristici

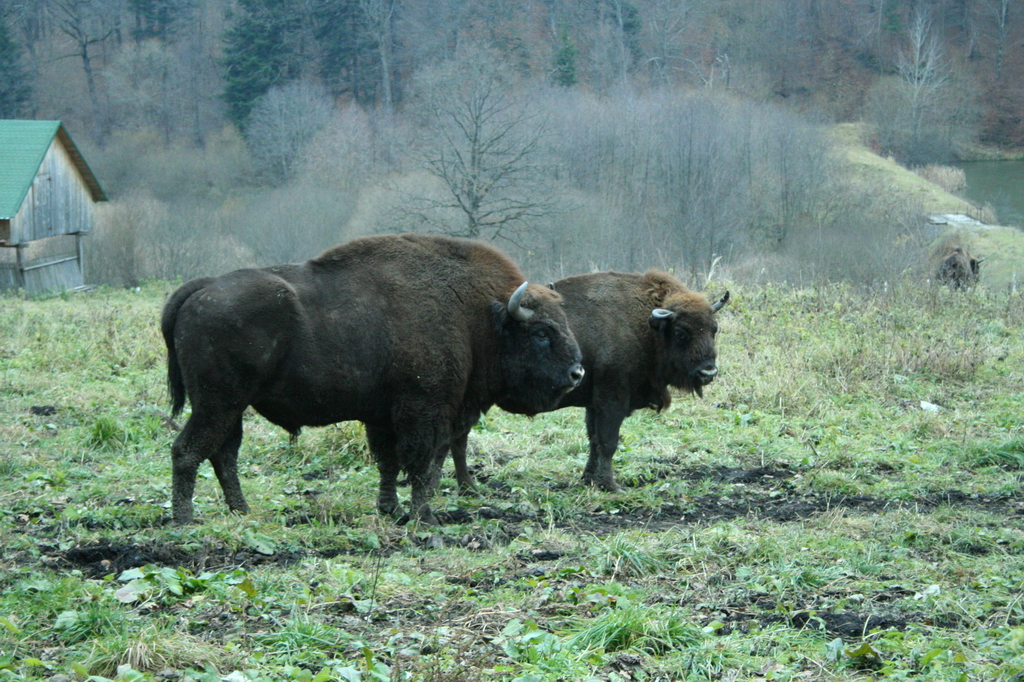
Zimbri în rezervația Vânători, Neamț

Zimbrul este cel mai greu animal european de pe uscat. Un zimbru are o lungime de 2,9 - 3 metri și o înălțime de 1,9 metri, cântărind de la 300 la 920 kg. Este mai înalt, dar mai puțin masiv decât ruda sa apropiată, bizonul american și are părul mai scurt decât acesta.
Zimbrii sunt pe cale de dispariție. Trăiesc în păduri, având foarte puțini dușmani naturali; există doar câteva relatări din secolul al XIX-lea încoace despre atacuri din partea lupilor și urșilor. Zimbrul este erbivor.
În captivitate zimbrii trăiesc în medie 28 de ani, în sălbăticie însă mai puțin. Pot avea pui la vârste între 4 și 20 de ani la femele și între 6 și 12 ani la masculi. Teritoriul zimbrilor poate ocupa și 200 km², iar unele turme preferă pajiștile și poienile din pădure.

## Dispariție
În Europa de Vest, zimbrii au dispărut încă din secolul al XI-lea, mai puțin în Ardennes unde au rezistat până în secolul al XIV-lea.
Ultimul zimbru din Moldova a fost ucis în 1762, iar din Transilvania în 1790. În estul Europei, zimbrii erau proprietatea regilor poloni, lituanieni și țarilor ruși. Regele Sigismund I al Poloniei a instituit pedeapsa cu moartea pentru braconarea zimbrilor în anii 1500. Ultimul zimbru în sălbăticie a fost ucis în Polonia în 1919, iar din lume în 1927, în Caucaz.
În 1927 mai puțin de 50 de zimbri mai rămăseseră în lume, toți în grădini zoologice, ultimii zimbri în sălbăticie fiind uciși de braconieri după Primul Război Mondial.

## Reintroducere
Zimbrii au fost reintroduși cu succes în sălbăticie începând cu 1951. Se găsesc în zone protejate din păduri din Polonia, Belarus și Republica Moldova, turme existând și în Lituania, Ucraina, Rusia și Kîrgîzstan, iar grădini zoologice din 30 de țări au exemplare din acest animal.
În 2000, specia număra 3.600 de exemplare cu un grad mare de consangvinitate, toate fiind descendente din doar 12 indivizi. Din acest motiv, zimbrii actuali au o diversitate genetică limitată, fiind afectați de probleme genetice și foarte vulnerabili la boli.

### Distribuție pe țări
- Belarus: 1.428 de indivizi în 2016.[3]
- Bulgaria: 150 de indivizi.
- Cehia: 106 indivizi.[4]
- Danemarca: 27 de indivizi în 2012.[5]
- Elveția: 5 indivizi în 2019.[6]
- Franța: 50 de indivizi în 2015.
- Germania: 13 indivizi în 2015.
- Lituania: 214 indivizi în 2017.
- Republica Moldova: 6 indivizi în 2013.
- Polonia: 1.900 de indivizi în 2019.[7]
- România: 113 indivizi în 2020.
- Rusia: 461 de indivizi. [8]
- Slovacia: 180-200 de indivizi în 2013.
- Spania: 100 de indivizi în 2018.[9]
- Țările de Jos: 42 de indivizi în 2017.
- Ucraina: 240 de indivizi.

### În România
În România, zimbrii pot fi admirați în Rezervația Dragoș-Vodă de la Vânători Neamț, în Rezervația Neagra de la Bucșani, Dâmbovița (cea mai mare rezervație din România ca număr de exemplare), în rezervația Valea zimbrilor din Vama Buzăului, jud. Brașov, la Hațeg - Slivuț, la grădina zoologică din Târgoviște, și câte două exemplare la grădinile zoologice din Reșița, Bârlad și Hunedoara.
Zimbrii au fost reintroduși în România în anul 1958, când primele două exemplare de animale au fost aduse din Polonia și ținute într-o rezervație din Hațeg.
Ideea zimbrilor în libertate, pe teritoriul României, s-a născut abia în 1999, printr-un program susținut de Banca Mondială și Uniunea Europeană.
În 2003 au fost aduși 15 zimbri din vestul Europei, pentru care a fost amenajat un țarc cu o suprafață de 180 de hectare.
În acest loc, zimbrii trăiesc în semilibertate.
În data de 21 martie 2012 au fost eliberați 5 zimbri din Parcul  Național Dragoș Vodă, ei sunt monitorizați în permanență.

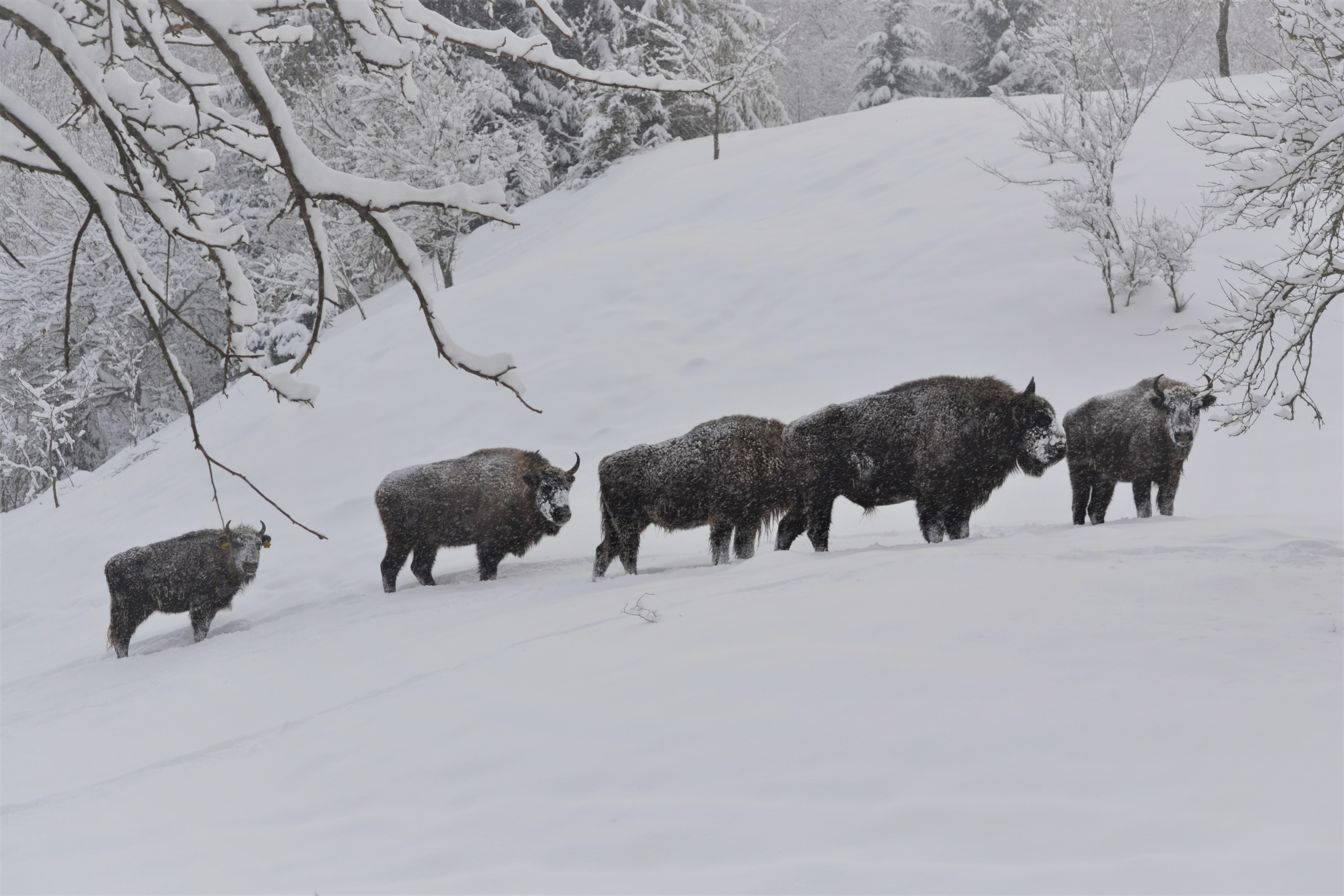
Zimbri liberi în Carpații Meridionali, prin inițiativa WWF România și Rewilding Europe, cu sprijinul comunităților locale și Uniunii Europene prin programul LIFE.

Prin inițiativa celor de la WWF România și Rewilding Europe, împreună cu sprijinul comunităților locale, începând cu anul 2014, în Munții Țarcu (pe raza comunei Armeniș, județul Caraș-Severin) au fost reintroduse mai multe exemplare din această specie.  În 11 iunie 2016 încă 10 exemplare au fost transportate din rezervații și centre de reproducere, urmând ca în fiecare an să mai ajungă în Munții Țarcu alte exemplare din: Germania, Suedia, Italia, Elveția, Polonia și România. 
Acum sunt peste  200 de zimbri în libertate, cea mai mare populație de zimbri pe care România a avut-o în ultimii 200 de ani, acest lucru este posibil prin sprijinul Programului LIFE al Uniunii Europene a proiectului "LIFE Bison", coordonat de Rewilding România, Rewilding Europe și WWF-România cu ajutorul comunităților locale și instituțiilor statului. 
Scopul proiectului este de a avea o populație viabilă care să ajute la creșterea biodiversității și să sprijine dezvoltarea sustenabilă a comunităților locale prin ecoturism. 
Începând cu anul 2019, Fundația "Conservation Carpathia" a demarat un program de reintroducere a zimbrului în Munții Făgăraș. La început au fost aduși din Germania un număr de patru zimbri, iar la finalul anului au fost aduși alți nouă zimbri de proveniență poloneză. Fundația își propune ca treptat să creeze o populație stabilă de 30 de zimbri în zona inițială.
Cele 4 exemplare aduse în Munții Făgăraș vor fi găzduite într-un țarc de aclimatizare situat în zona lacului Pecineagu, începând cu luna noiembrie 2019, urmând să fie eliberați în sălbăticie în primăvara anului 2020, la distanțe de 20-30 km de localități.

### În Republica Moldova

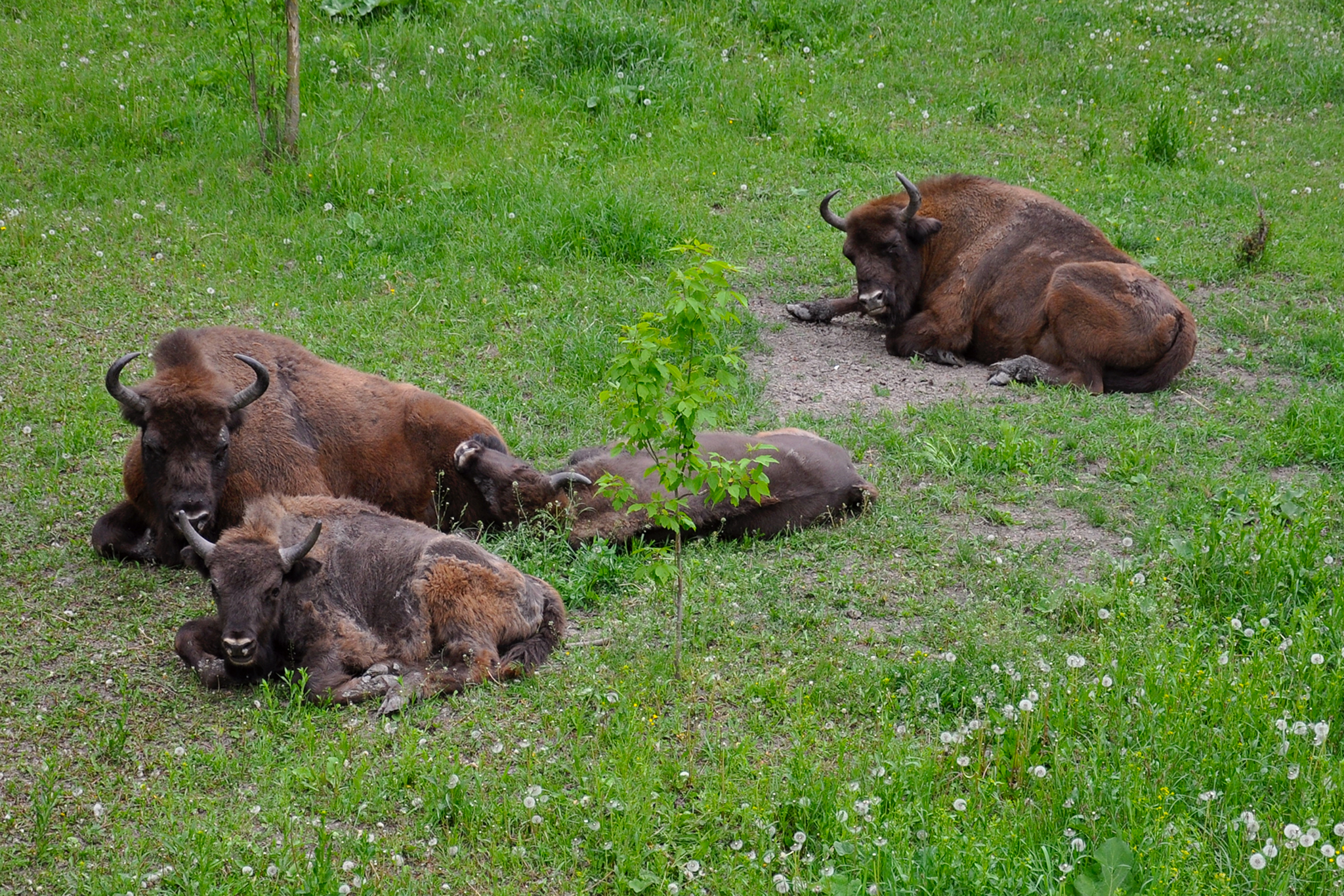
Zimbri în rezervația științifică Pădurea Domnească

Conform savanților, zimbrul ar fi existat în Moldova acum 300 de ani, iar la începutul secolului al XIX-lea, acesta ar fi dispărut. În anul 2005, în baza unui acord interstatal dintre conducerea Republicii Moldova și cea a Republicii Polone, s-a convenit reaclimatizarea zimbrului în Republica Moldova. Drept urmare, în data de 19 august 2005 în rezervația naturală Pădurea Domnească au fost aduși 3 zimbri (un mascul și două femele) din 2 rezervații diferite din Polonia. Spre sfârșitul anului 2013, populația de zimbri din rezervația Pădurea Domnească a ajuns în număr de șase. În rezervație zimbrii sunt ținuți într-un țarc cu o suprafață de 32 de hectare, care poate găzdui până la 18 exemplare.

## Clasificare
Au existat trei subspecii de zimbri:
- Bison bonasus bonasus (Linneus, 1758) - cel actual
- Bison bonasus hungarorum - dispărut
- Bison bonasus caucasicus - dispărut, deși un individ a fost printre cei 12 strămoși ai turmelor actuale.

Turmele moderne sunt ținute în două linii de sânge:
- una care conține doar Bison bonasus bonasus  (descendenți ai doar 7 animale)
- una care conține toți cei 12 strămoși, inclusiv un taur de Bison bonasus caucasicus.

## Diverse
- Chiar dacă sunt asemănători ca aspect, zimbrii nu sunt aceeași specie cu bourii, simbolul Moldovei fiind bourul și nu zimbrul.
- Zimbrul este simbolul național al Belarusului.